# Tomba del Leone
La tomba del Leone è una delle tombe etrusche di Chiusi, situate a circa 2 km dall'abitato sulla strada per il lago di Chiusi, nella necropoli di Poggio Renzo. Nota almeno dal 1883, venne riscavata nel 1911 per riprodurne le pitture, oggi invisibili. Viene datata al V secolo a.C.
La tomba, che è aperta al pubblico, deve il suo nome all'affresco di due leonesse (o pantere) sul frontone di ingresso, oggi scomparso; altri affreschi ornavano le pareti. La pianta è a croce, con tre camere aperte sull'atrio centrale e una dromos di ingresso, lungo le cui pareti si trovano tre nicchie e due piccoli vani rettangolari.
Sulla parete opposta all'ingresso della camera di fondo si apre uno stretto passaggio che conduce a un pozzo cilindrico, il quale sbuca sulla sommità della collina. Questo passaggio venne forse usato durante lo scavo originario della tomba, o forse da predoni.